# Niklaus Thut
Niklaus Thut (selon la graphie de l'époque Claus Tuto) est un avoyer de la ville de Zofingue, tombé à la bataille de Sempach. Il est considéré comme protecteur légendaire de la ville depuis le XVIe siècle. 

## Biographie
La date de naissance de Thut n'est pas connue, presque tous les documents administratifs de la ville ayant été détruits lors d'un incendie en 1396. Bourgeois aisé, il occupe les diverses fonctions habituelles au sein des autorités de la ville de Zofingue, jusqu'à devenir avoyer (en allemand : Schultheiss), la plus haute fonction politique, de 1375 à 1379. 
À partir de 1380, Lucerne commence à étendre son territoire ; si les villes avoisinantes s'allient avec cette dernière, Zofingue reste fidèle aux Habsbourg. Lors de la bataille de Sempach, Niklaus Thut est banneret des troupes de soutien envoyées par la ville de Zofingue ; il y meurt, ainsi que onze autres habitants de la ville. La légende veut que Thut ait arraché la bannière de Zofingue de sa hampe et l'ai mangée afin d'éviter le déshonneur de la prise de celle-ci par les Confédérés. Après trois jours, son corps est ramené dans sa ville natale, et les lambeaux de la bannière retrouvés dans son estomac. 
Cette histoire n'est toutefois pas rapportée dans les chroniques de l'époque. Les premières traces du destin de la bannière de Zofingue apparaissent au XVIe siècle dans les chroniques de Johannes Stumpf et d'Hans Halbsuter. À partir de là, l'histoire devient progressivement un mythe populaire et Niklaus Thut est consacré comme protecteur de la ville. En 1894, la société d'étudiants Zofingue, qui célèbre son 75e anniversaire, offre à la ville une fontaine représentant Niklaus Thut. La place sur laquelle est érigée la fontaine porte également son nom.